# Lepadella mica
Lepadella mica är en hjuldjursart som beskrevs av Zivkovic 1987. Lepadella mica ingår i släktet Lepadella och familjen Lepadellidae. Inga underarter finns listade i Catalogue of Life.